# Wysoczańscy herbu Wukry

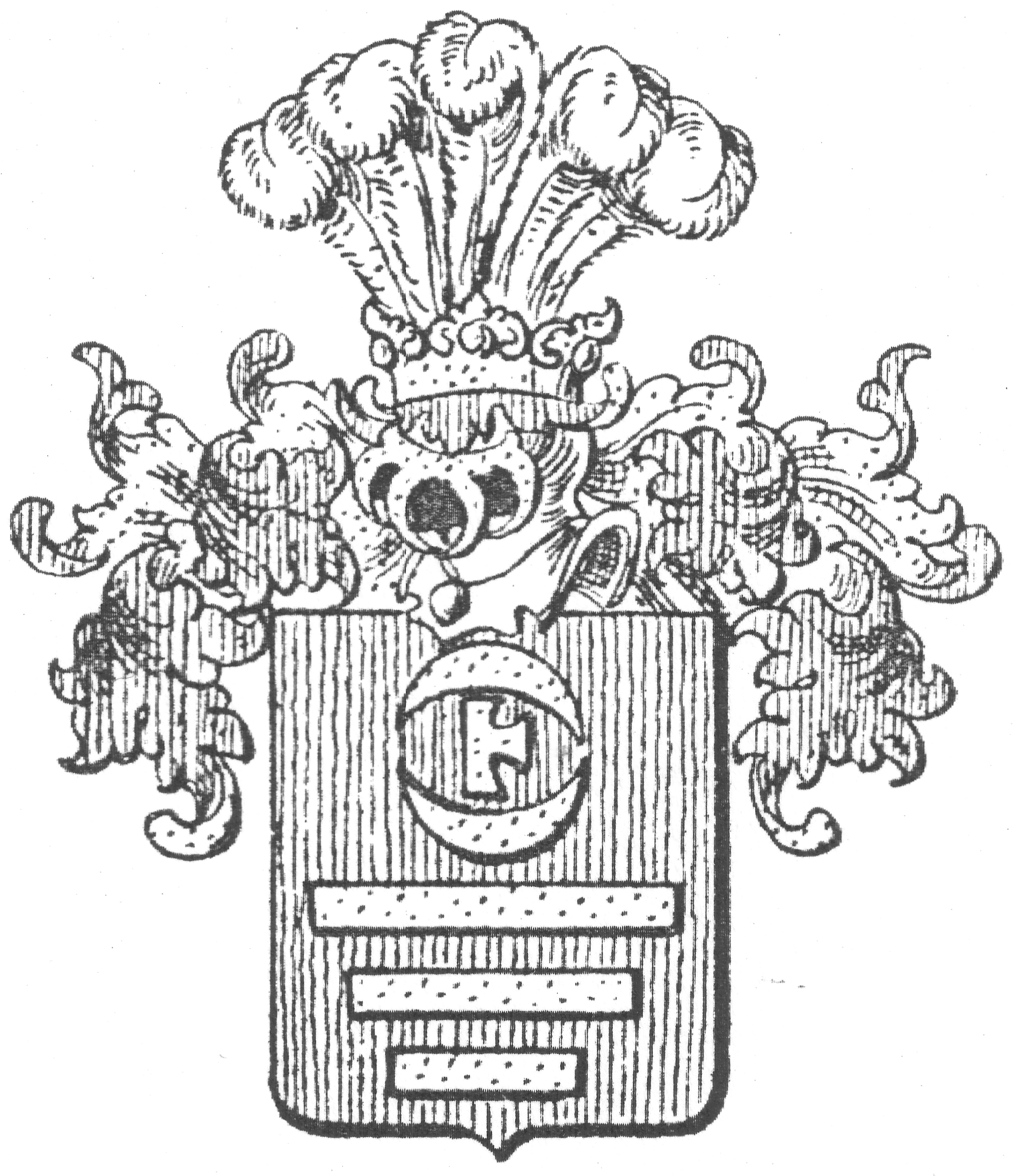
Herb Wukry

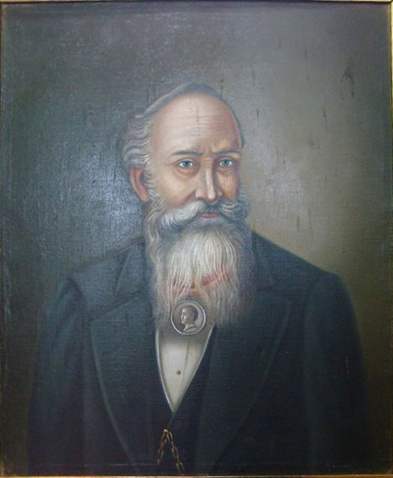
Bazyli Weryha-Wysoczański-Pietrusiewicz

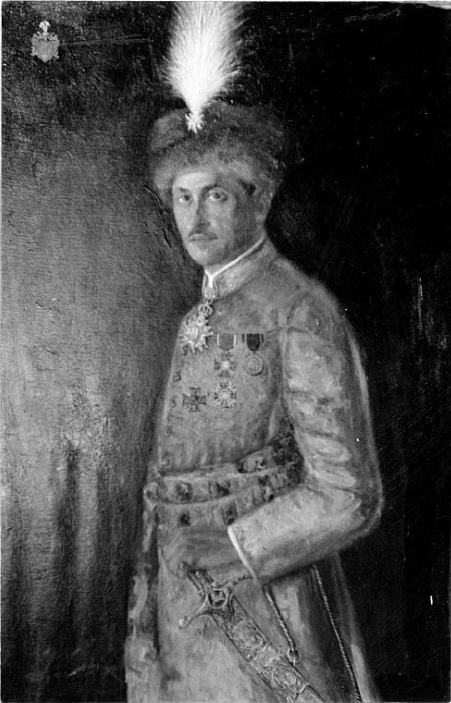
Dr Bronisław de Minkowicz-Wysoczański

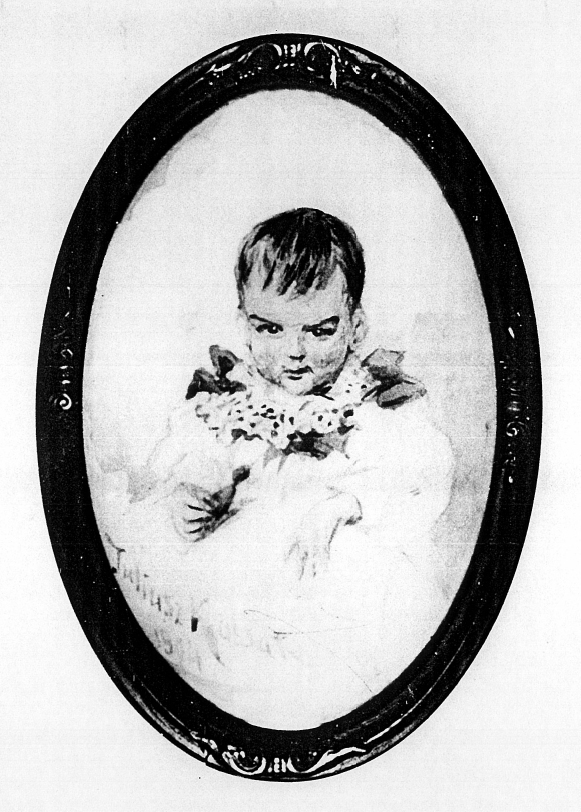
Maria z Romaszkanów Bronisławowa Wysoczańska, pędzla Juliusza Kossaka

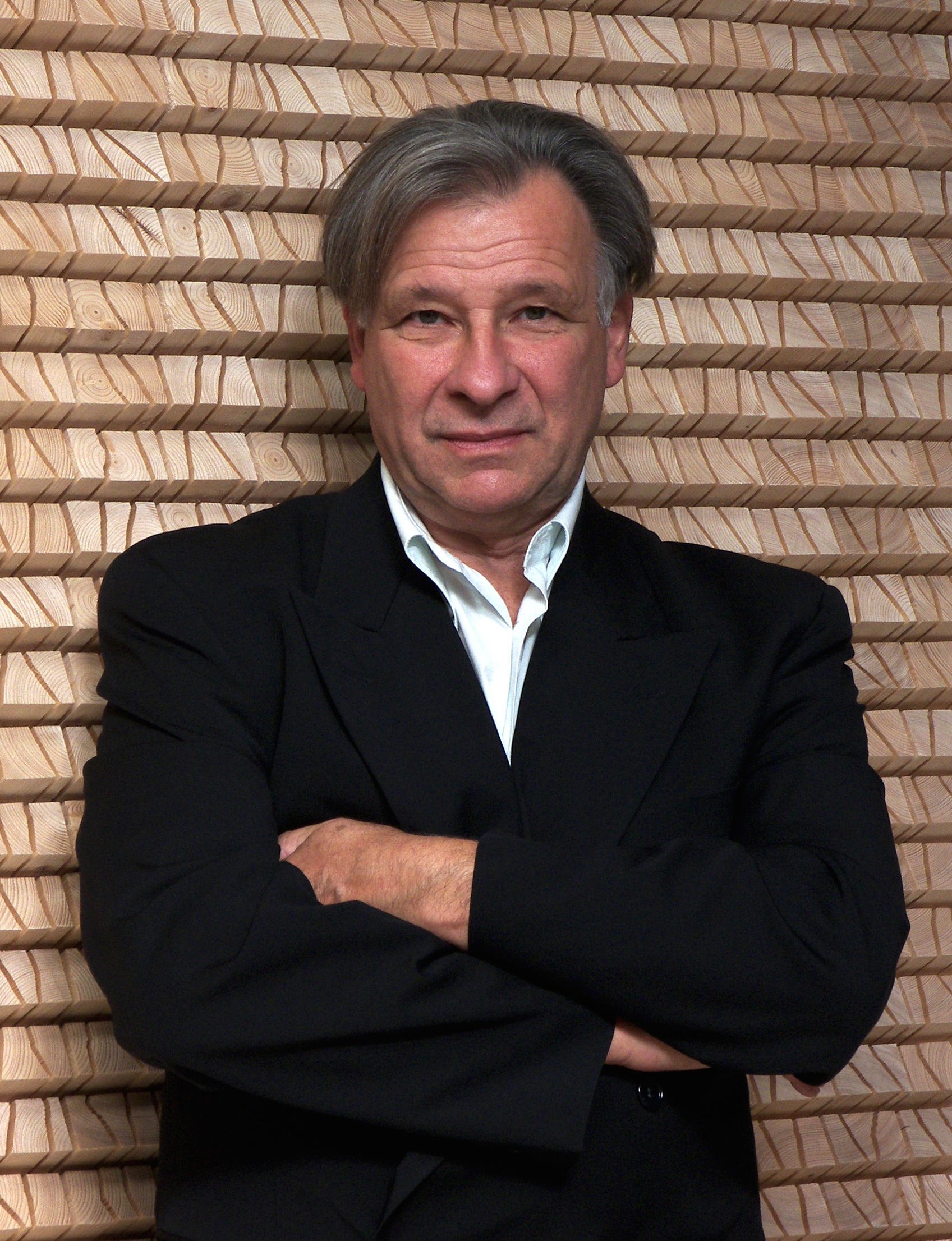
Jan de Weryha-Wysoczański

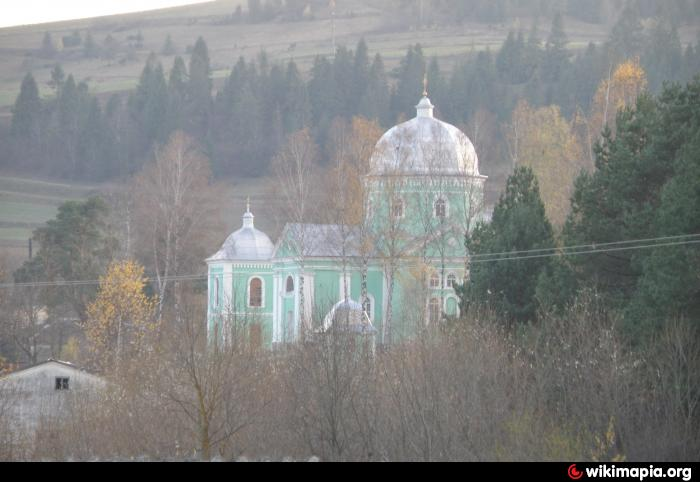
Kościół św. Mikołaja w Wysocku Wyżnym ufundowany przez Bazylego Weryha-Wysoczańskiego-Pietrusiewicz

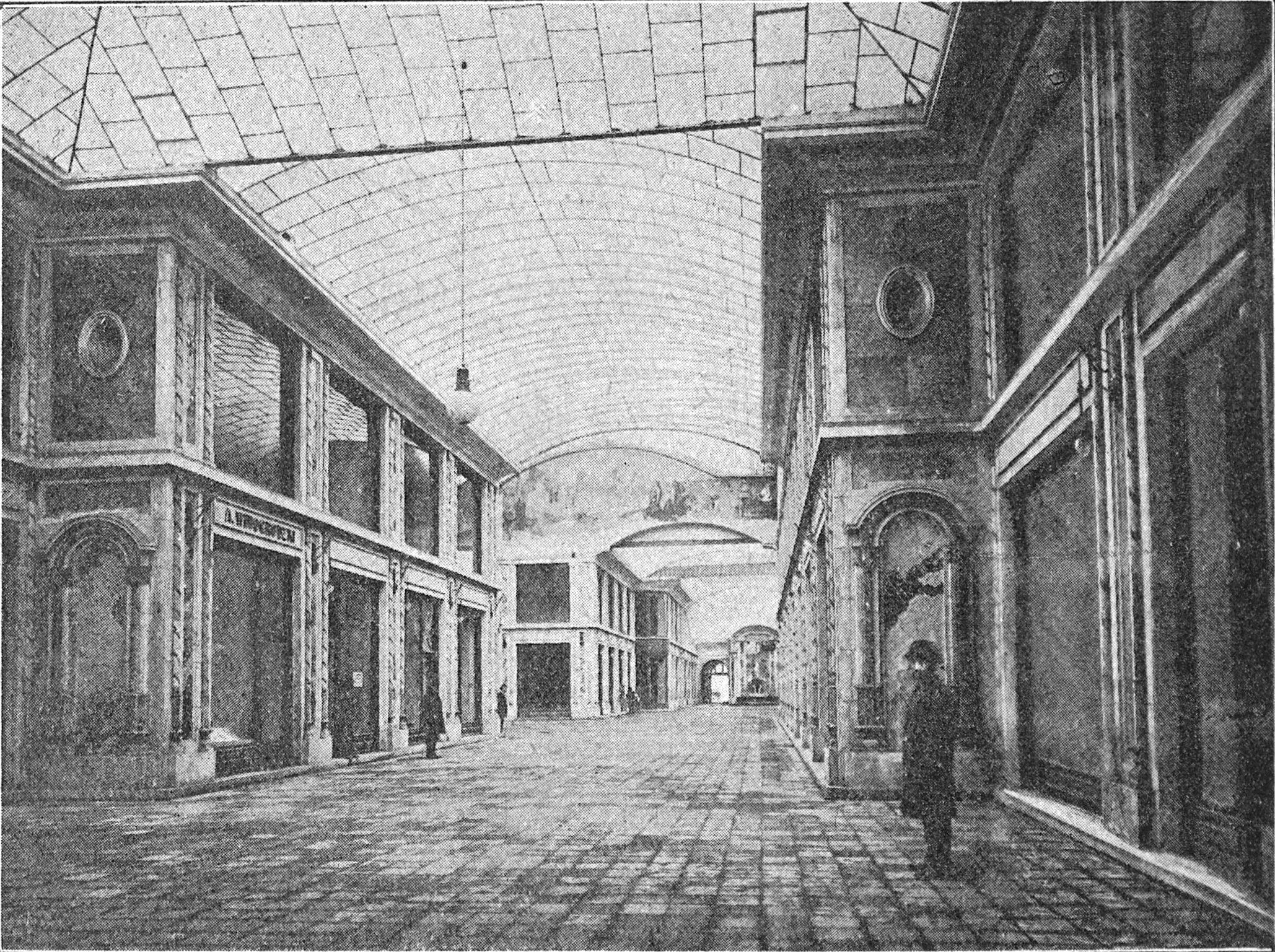
Pasaż Mikolascha we Lwowie występuje w artystycznej autobiografii Łódź bukowa Janiny Kościałkowskiej jako posag Jadwigi Wysoczańskiej, córki Bronisława Wysoczańskiego i Marii z Romaszkanów

Wysoczańscy (przydomki m.in. de Weryha, Pietrusiewicz, Minkowicz itd.) – polski ród szlachecki pieczętujący się herbem Wukry. Wywodzi się od średniowiecznego komesa Wańczy Wołoszyna. Potwierdzenie szlachectwa w Galicji w stanie rycerskim, tzn. z tytułem kawalera (“Ritter”).

## Członkowie rodu
- Łukasz Wysoczański – komisarz sejmowy 1633 r.
- Mikołaj Wysoczański – miecznik sanocki 1648 r., ożeniony z Heleną ze Stadnickich[5]
- Wacław Wysoczański – poseł na Sejm Rzeczypospolitej
- Jan Wysoczański – stolnik dobrzyński
- Albin Kazimierz Weryha-Wysoczański-Pietrusiewicz – dziedziczny kawaler Galicji 1782, ziemianin, komornik ziemski buski, wiceregent lwowski, członek Stanów Galicyjskich[6]
- Bazyli Weryha-Wysoczański-Pietrusiewicz (1816-1891), dziedziczny kawaler Galicji, ziemianin i filantrop w Odessie, bohater wspomnień z 1892 r. oraz powieści z 1930 r.[2][7][8]
  - Wilhelmine Weryha-Wysoczańska-Pietrusiewicz, spadkobierczyni fortuny Bazylego Weryha-Wysoczańskiego-Pietrusiewicz, zmarła w wieku 19 lat w 1884 r. w Cannes, małżonka szwajcarskiego rentiera[9]
- Bazyli Wysoczański – dziedziczny kawaler Galicji, ziemianin, ożeniony z Albiną Komarnicką, właścicielką dóbr Laszki Dolne
- Wincenty Wysoczański – dziedziczny kawaler Galicji, syn właściciela ziemskiego, uczestnik powstania styczniowego z roku 1863[10]
- Eugeniusz de Minkowicz Wysoczański (1851-1913) – dziedziczny kawaler Galicji, syn właściciela ziemskiego, burmistrz, kawaler Orderu Świętego Grzegorza
  - Kazimierz Józef Mieczysław de Minkowicz Wysoczański (1879-1944) – dziedziczny kawaler Galicji, doktor prawa, starosta, komisarz rządowy
  - Bronisław Eugeniusz de Minkowicz Wysoczański (* 1881) – dziedziczny kawaler Galicji, doktor filozofii, pisarz, przemysłowiec, konsul honorowy Królestwa Jugosławii, komandor Orderu Świętego Sawy, ożeniony z Marią z Romaszkanów[11]
- Włodzimierz Wysoczański (1883-1936) – dziedziczny kawaler Galicji, syn właściciela ziemskiego, dyplomowany rolnik, porucznik 1 Pułku Ułanów Austriackich oraz 8 Pułku Ułanów Księcia Józefa Poniatowskiego WP, radca Ministerstwa Handlu i Przemysłu oraz kurator państwowych zakładów górniczych RP[12]
- Jan de Weryha-Wysoczański-Pietrusiewicz (1897-1959) – dziedziczny kawaler Galicji, c.k. podporucznik, polski major, agent polskiego wywiadu i członek Polskich Sił Zbrojnych w Wielkiej Brytanii podczas drugiej wojny światowej, pozbawiony obywatelstwa przez polski rząd komunistyczny[13][14]
- Wiktor Wysoczański (1900–1940) – poseł na Sejm Polski, ofiara zbrodni katyńskiej – zamordowany na Ukrainie w 1940 r.[15]
- Maria de Weryha-Wysoczańska-Pietrusiewicz (1924-2015) – łączniczka AK, magister biologii, odznaczona Złotym Krzyżem Zasługi oraz Krzyżem Kawalerskim Orderu Polonia Restituta, córka por. Włodzimierza de Weryha-Wysoczańskiego-Pietrusiewicz[16][17]
- Ryszard Weryha-Wysoczański-Pietrusiewicz (* 1941) – dziedziczny kawaler Galicji, dr, dyrektor departamentów kształcenia i nauki, sportu i turystyki Ministerstwa Sportu RP, dyrektor generalny Polskiego Związku Lekkiej Atletyki, wiceprezes Zarządu Głównego AZS, nauczyciel akademicki
  - Jakub Weryha-Wysoczański-Pietrusiewicz (* 1974) – dziedziczny kawaler Galicji, członek zarządu Gemius S.A., prezes Gemius Polska[18]
- Barbara Weryha-Wysoczańska-Pietrusiewicz (* 1949) – brązowa medalistka olimpijska i wicemistrzyni świata w szermierce, była dyrektor Studium Wychowania Fizycznego i Sportu Uniwersytetu Warszawskiego, żona dra Ryszarda Weryha-Wysoczańskiego-Pietrusiewicz[18]
- Jan de Weryha-Wysoczański-Pietrusiewicz (* 1950) – dziedziczny kawaler Galicji, artysta rzeźbiarz, kolekcjoner sztuki[19]
  - Rafał Hugon de Weryha-Wysoczański-Pietrusiewicz (* 1975) – dziedziczny kawaler Galicji, doktor filozofii, autor, historyk sztuki, przedstawiciel domu aukcyjnego Sotheby’s[19]